# Fakulta sociálních studií Masarykovy univerzity
Fakulta sociálních studií (FSS MU) je druhou nejmladší fakultou Masarykovy univerzity. Vznikla v roce 1998 osamostatněním několika oborů z Filozofické fakulty MU. V červenci 2005 se fakulta přestěhovala z prostor filozofické fakulty do kompletně rekonstruované budovy na Joštově třídě, užívané do té doby fakultou lékařskou a původně postavené roku 1910 pro německou vysokou školu technickou.
Studium je členěno na bakalářský, (navazující) magisterský a doktorský stupeň. K prosinci 2020 na fakultě studovalo celkem 2 997 studentů.
Ve srovnání možností studia politologie, psychologie nebo sociologie, které v letech 2011 a 2012 uskutečnily Hospodářské noviny a akademické pracoviště CERGE-EI, vyšla ve všech případech jako dlouhodobě nejlepší česká fakulta. Součástí fakulty jsou i specializovaná tři výzkumná pracoviště.

## Součásti fakulty

### Katedry
- Katedra sociologie
- Katedra psychologie
- Katedra politologie
- Katedra sociální politiky a sociální práce
- Katedra mediálních studií a žurnalistiky
- Katedra environmentálních studií
- Katedra mezinárodních vztahů a evropských studií[6]

### Výzkumná pracoviště
- Institut pro psychologický výzkum
- Mezinárodní politologický ústav
- IRTIS - Interdisciiplinární výzkum internetu a společnosti[7]

## Děkanát
V čele fakulty stojí děkan, který jejím jménem jedná a rozhoduje. Děkana na návrh fakultního akademického senátu jmenuje a odvolává rektor univerzity. Funkční období děkana je čtyřleté a stejná osoba může být děkanem nejvýše dvakrát v řadě. Děkan jmenuje a odvolává proděkany a rozhoduje o jejich činnosti a počtu.

## Logo a barva
Barva fakulty je Pantone 3295 C.

## Galerie

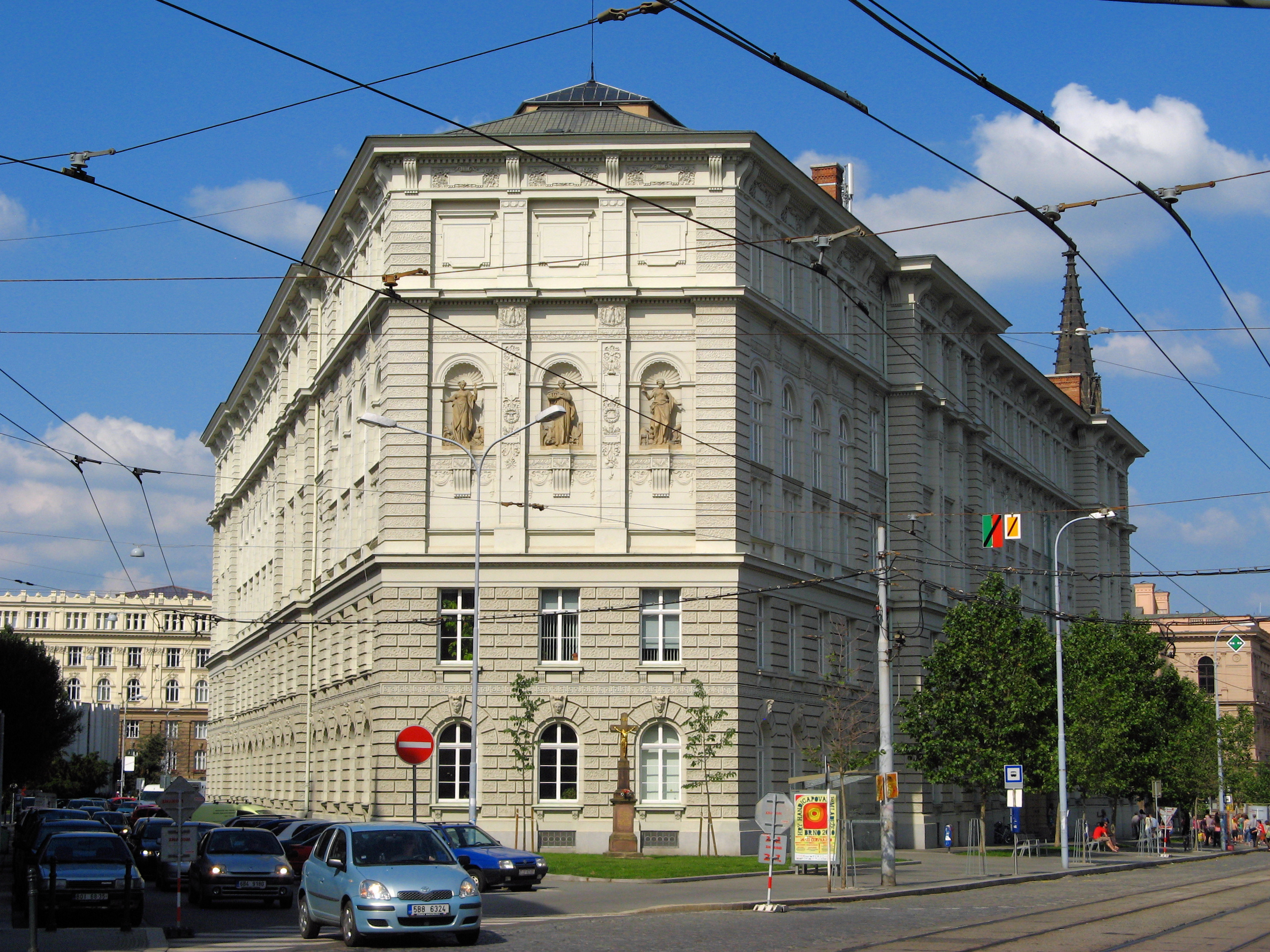
Pohled na budovu fakulty z Údolní ulice
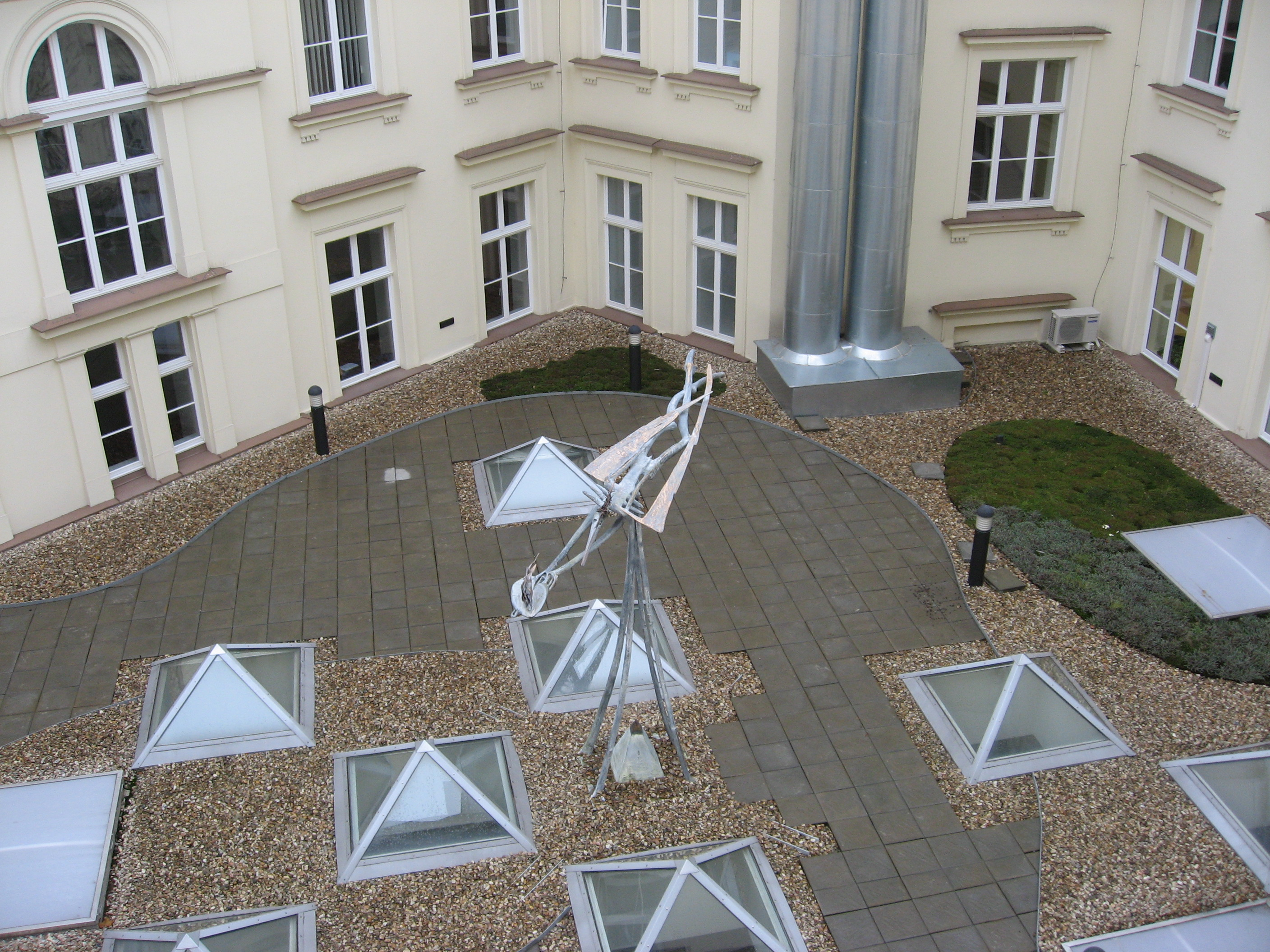
Kryté nádvoří budovy